# 鄭 (恆星)
摩羯座20，又名BD-19 5982，HD 199728、SAO 164043、HR 8033，是摩羯座的一颗恒星，视星等为6.25，位于銀經28.54，銀緯-36.52，其B1900.0坐标为赤經20h 53m 55.2s，赤緯-19° -36.52′ 22″。